# カルロビッツ数
カルロビッツ数（カルロビッツすう）とは、流体力学で使われる無次元数の一つ。火炎の伸長の様子を表す物理量で、その名は火炎の伸長を提唱したBéla Karlovitz
にちなむ。以下の公式で求められる。
{\displaystyle Ka={\frac {g_{u}\sigma }{v_{g}}}}
ただし、{\displaystyle Ka}はカルロビッツ数、{\displaystyle g_{u}}は流体の流れの速度勾配、{\displaystyle \sigma }は炎の予熱帯の厚み、{\displaystyle y_{g}}は気体の流れる速度を表す。